# جزيرة البقر
جزيرة البقر هي مدينة من مدن هايتي وهي جزيرة تقع في جنوب غرب الدولة في البحر الكاريبي، لمدة قرنين من الزمان كان اسمها جزيرة فاكا حتى عام 1697 لتتغير إلى اسمها الحالي، . يبلغ عدد سكانها 15,000 نسمة. تبلغ مساحتها 51.7998 كم².